# Paykan
Paykan (перс. پيکان‎) —  иранский заднеприводный автомобиль II группы малого класса, с кузовом типа седан, выпускавшийся в Иране автомобилестроительной компанией Iran Khodro с 1967 по 2005 год. С 2005 года выпускается под названием New Paykan автомобилестроительной компанией Khartoum Transportation Company в Судане. Первый автомобиль, произведённый в Иране, и самый популярный и распространённый автомобиль всех времён в Иране.

## Название
Название автомобиля Paykan (перс. پيکان‎) с персидского языка переводится как «стрела». На персидском языке оно произносится как пейко́н. В других странах название автомобиля в основном произносится как пейка́н или пайка́н.

## История
Автомобиль был разработан по дизайну сооснователя и тогдашнего владельца Iran Khodro (компания тогда называлась Iran National) — Махмуда Хайями в середине 1960-х годов. За основу был взят автомобиль Rootes Arrow (Hillman Hunter). Автомобиль был представлен как семейный и служебный автомобиль с низкой ценой и легким обслуживанием.
В 1967 году английская автомобилестроительная компания Rootes начала экспортировать полу-разобранные (по технологии CKD) автомобили Rootes Arrow в Иран. Производство автомобиля Paykan было начато в том же году в одном из автомобильных заводов Ирана. К середине 1970-х годов производство автомобиля осуществлялось в полную мощность и почти все комплектующие производились также в Иране.
В 1978 году Rootes был поглощен Peugeot и в автомобиле Paykan произошли некоторые изменения. Так, оригинальный двигатель 1,8-литровый двигатель Rootes был заменён на агрегат от Peugeot 504. Кузов получил рестайлинг. Кроме внутреннего автомобильного рынка Ирана, автомобиль экспортировался в соседние страны, в основном в Ирак, Афганистан, Пакистан, Сирию, Египет и Турцию.
Уже с первых лет производства Paykan стал самым популярным и распространённым автомобилем в Иране, вытеснив импортные автомобили. До сих пор Paykan является одним из самых распространённых и часто встречающихся автомобилей в Иране, конкуренцию которому в последние годы начали составлять Iran Khodro Samand и автомобили Peugeot и Hyundai. Paykan используется и в качестве семейного автомобиля, и в качестве такси, и в качестве грузового автомобиля (существует модификация с кузовом пикап). Больше половины автомобилей городских такси Тегерана и других городов Ирана представлены автомобилем Paykan. Paykan также популярен и часто встречается в Ираке, Афганистане и на востоке Турции.
Paykan производился в Иране вплоть до 2005 года. В том году правительство Ирана обратилось к руководству Iran Khodro с просьбой прекратить выпуск автомобиля Paykan, так как по мнению многих, Paykan морально устарел и не экономичен с точки зрения потребления топлива, а также грубо нарушает экологические нормы.
После прекращения производства автомобиля Paykan в Иране в 2005 году, Iran Khodro заявил, что лицензия на производство автомобиля Paykan была продана суданской автомобилестроительной компании Khartoum Transportation Company. С 2005 года автомобиль производится в Судане под названием New Paykan, в автомобильном заводе города Хартум. Основная часть комплектующих до сих пор импортируется из Ирана.
После прекращения производства Paykan в Иране, его место постепенно начал занимать Iran Khodro Samand, который начал выпускаться в Иране с 2002 года.

## Галерея

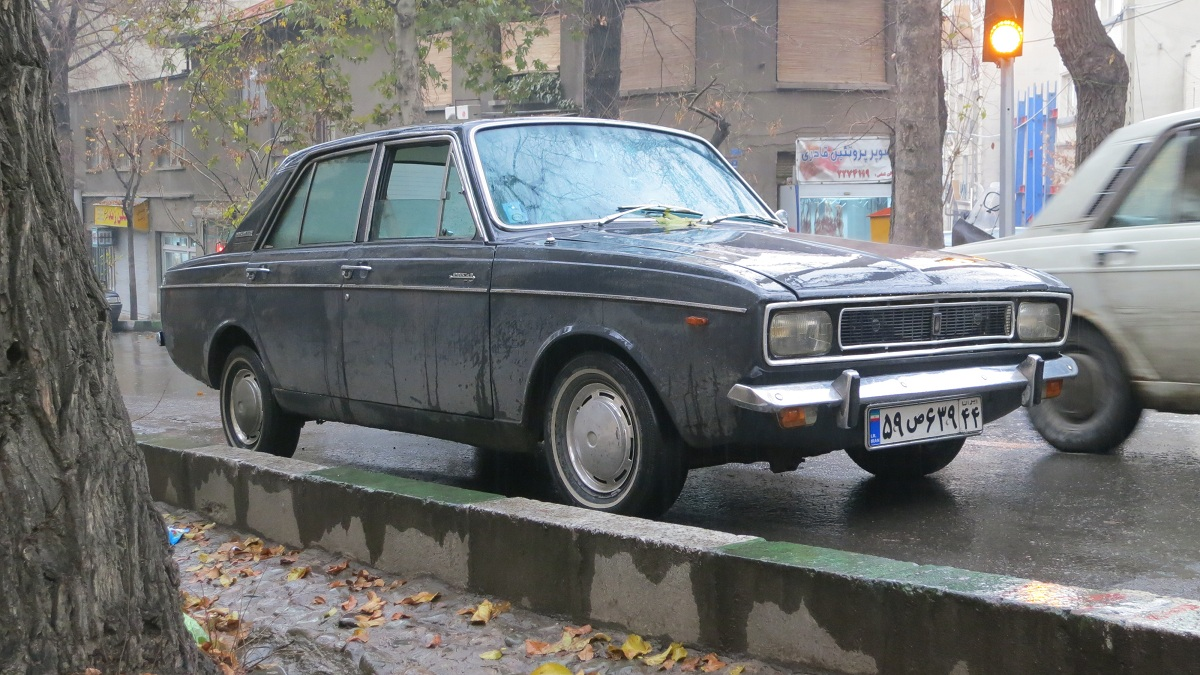
Paykan 1971 года выпуска
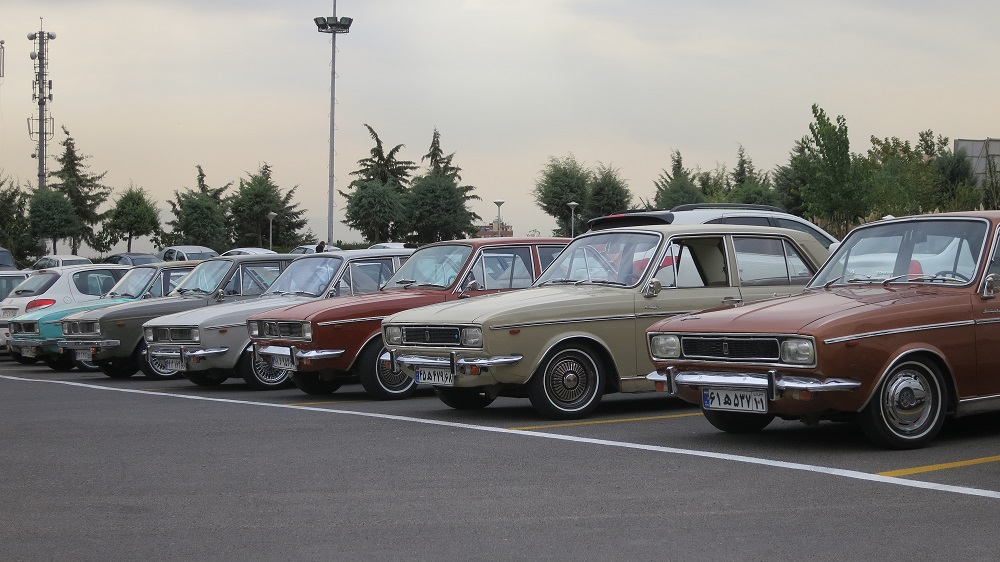
Автомобили Paykan на парковке Тегерана
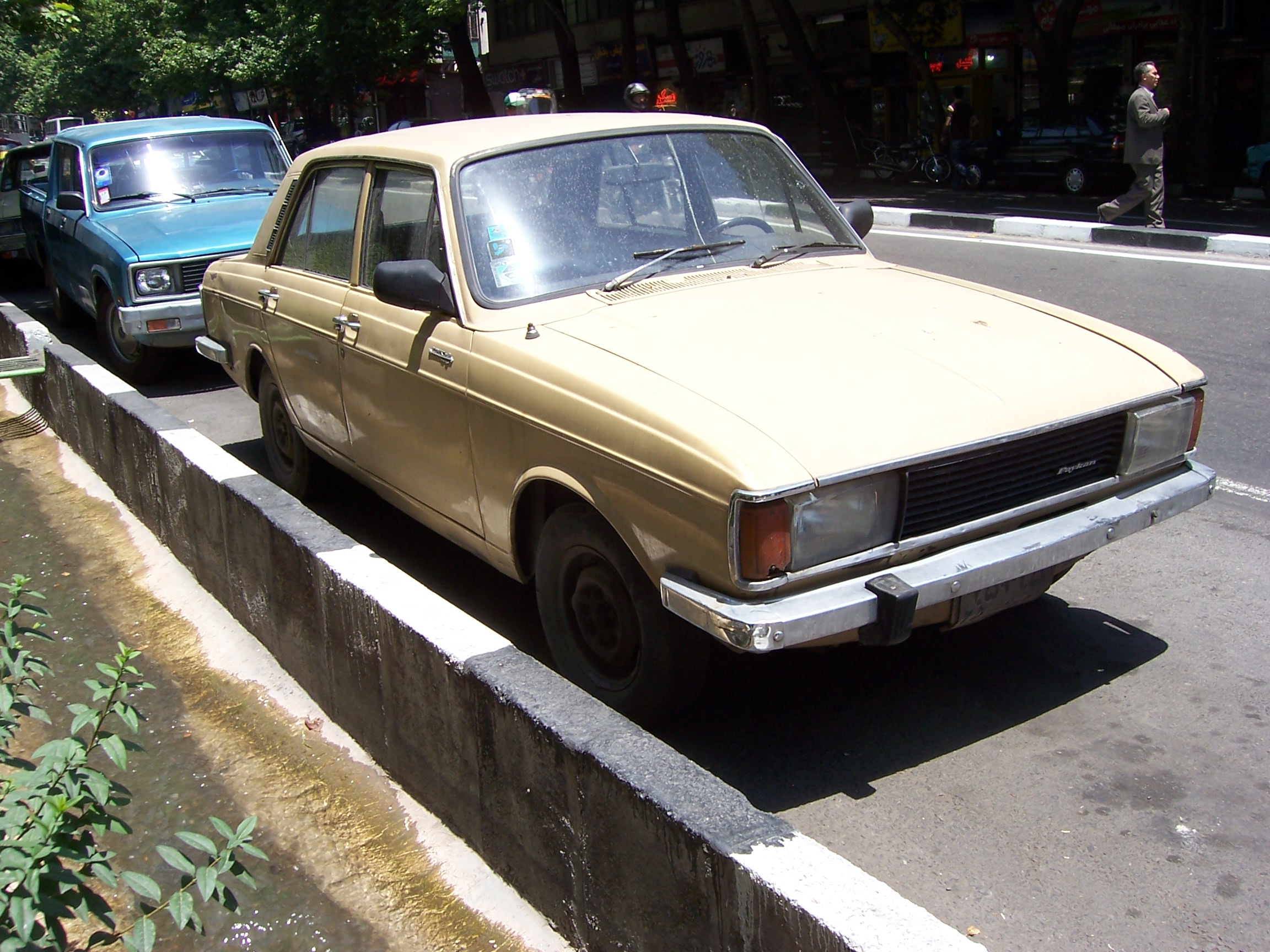
Paykan в Иране
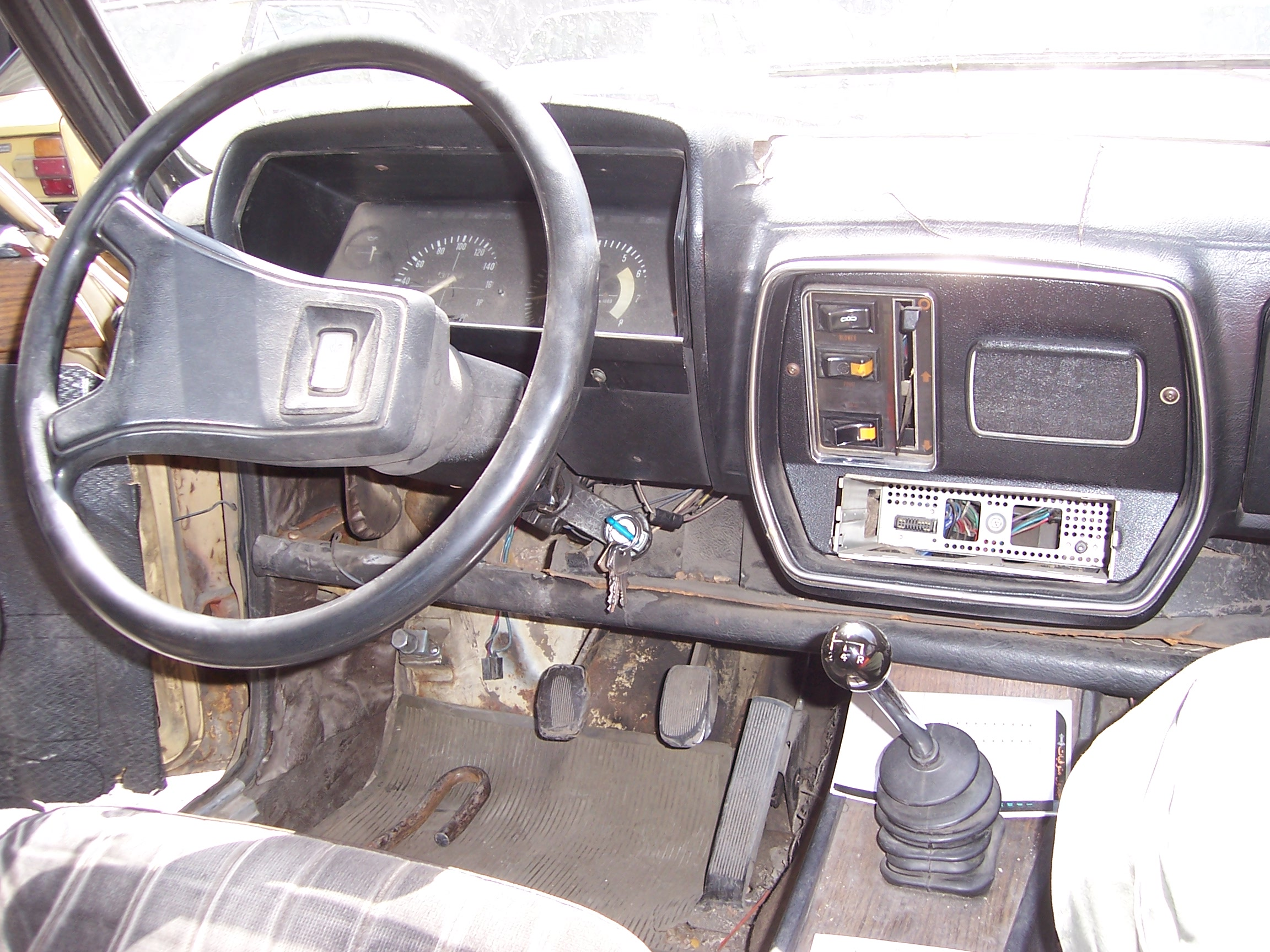
Paykan изнутри
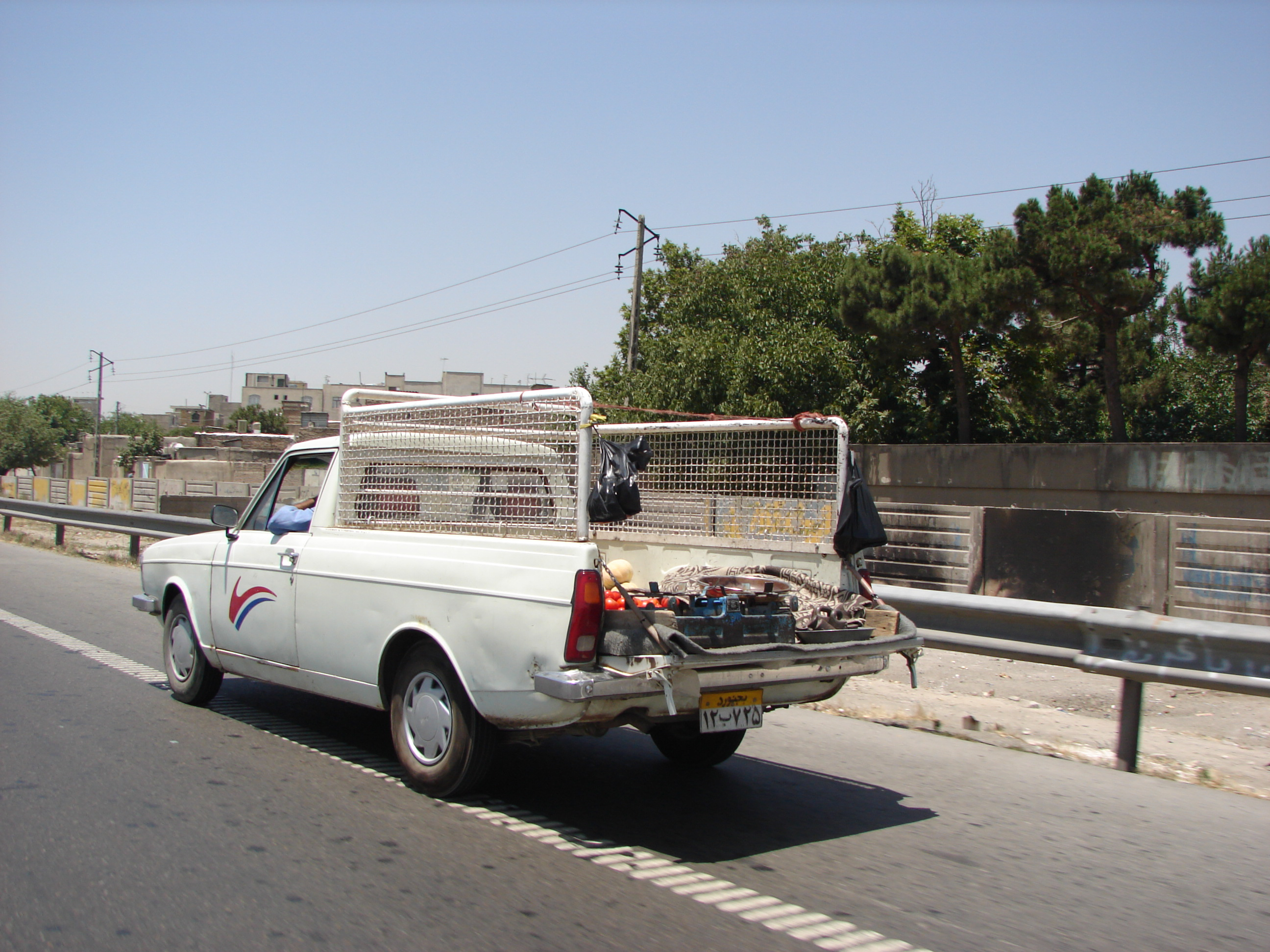
Paykan с кузовом пикап
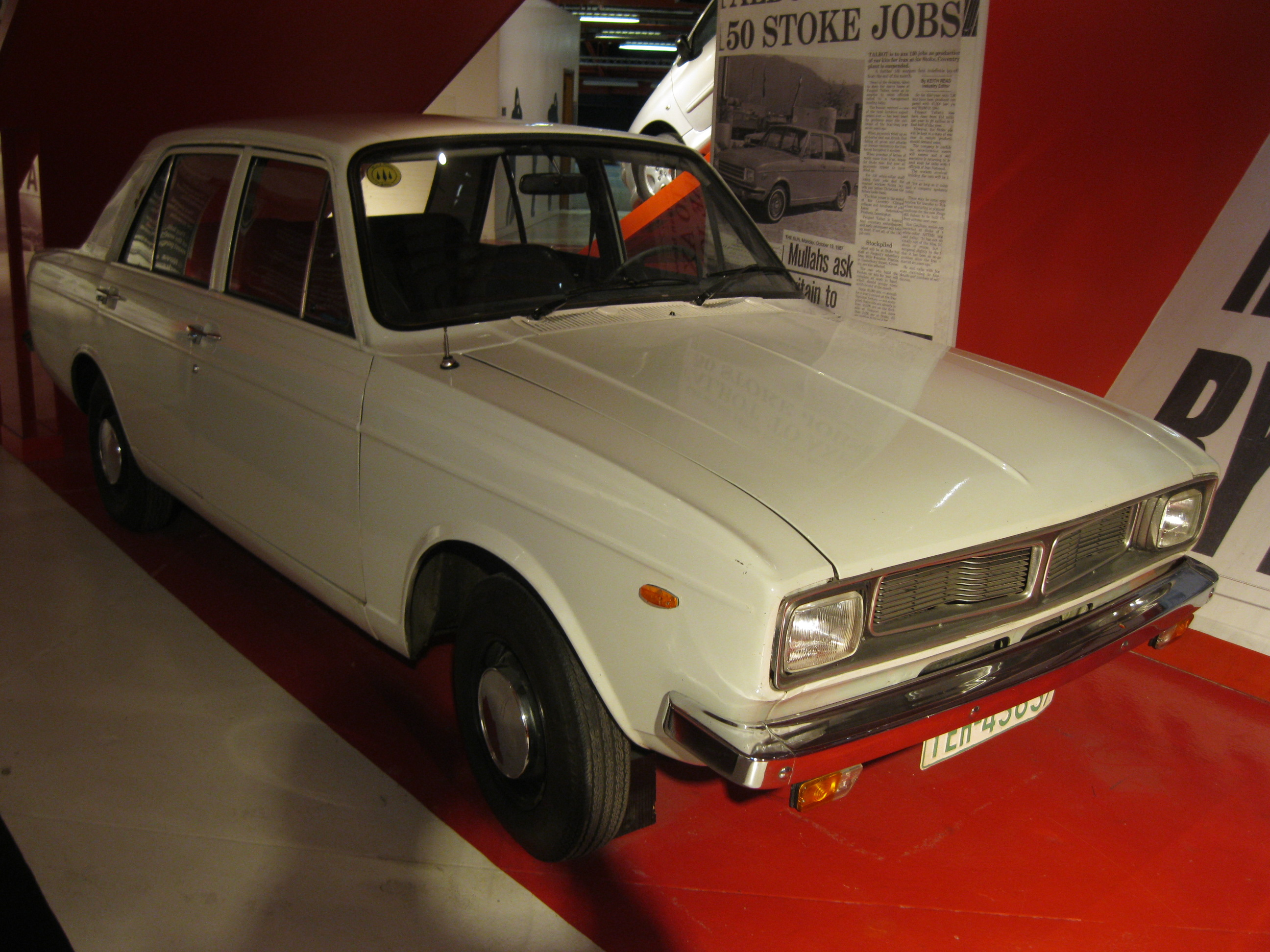
Paykan на автомобильной выставке
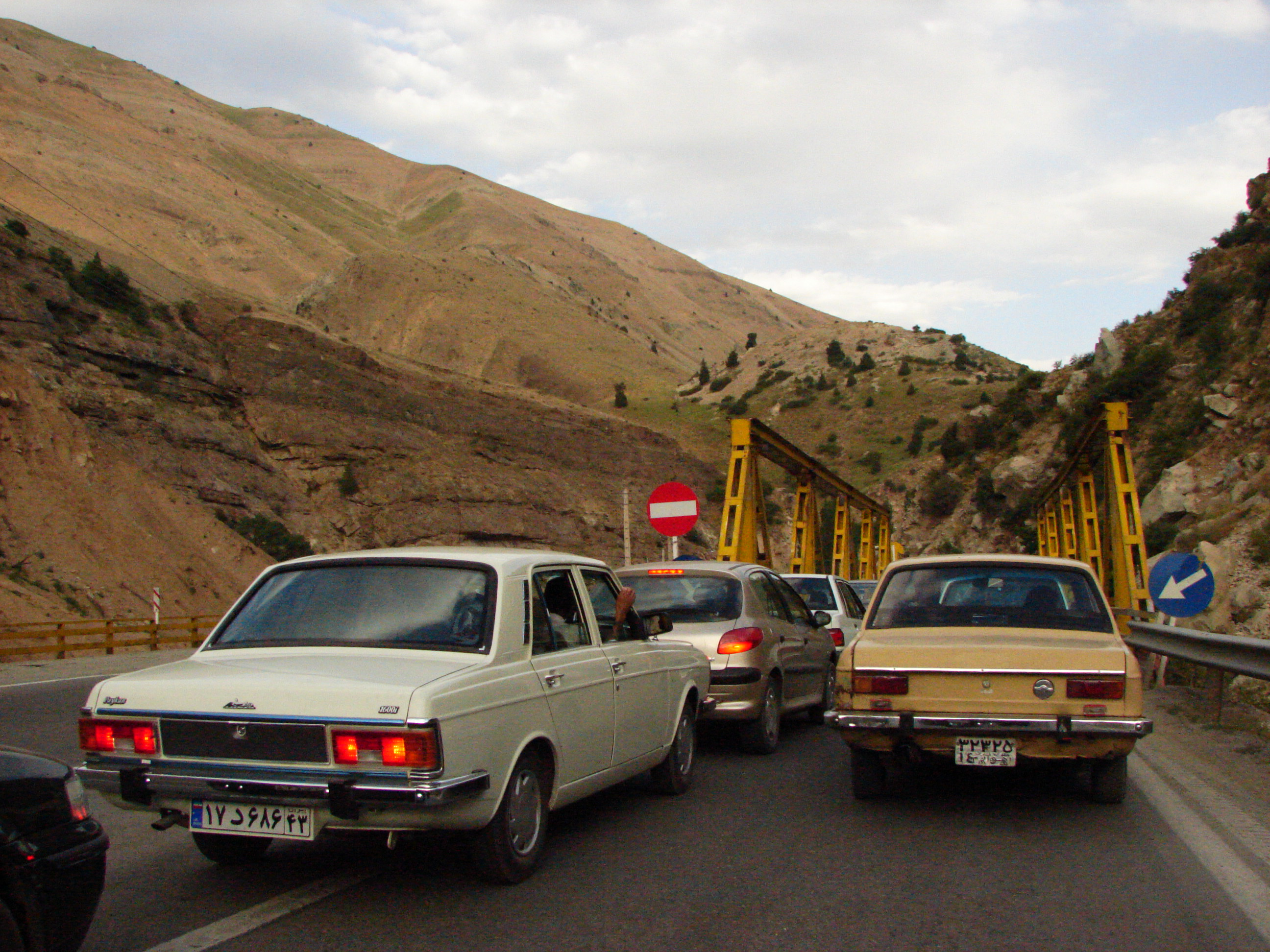
Автомобили Paykan при въезде в Тегеран
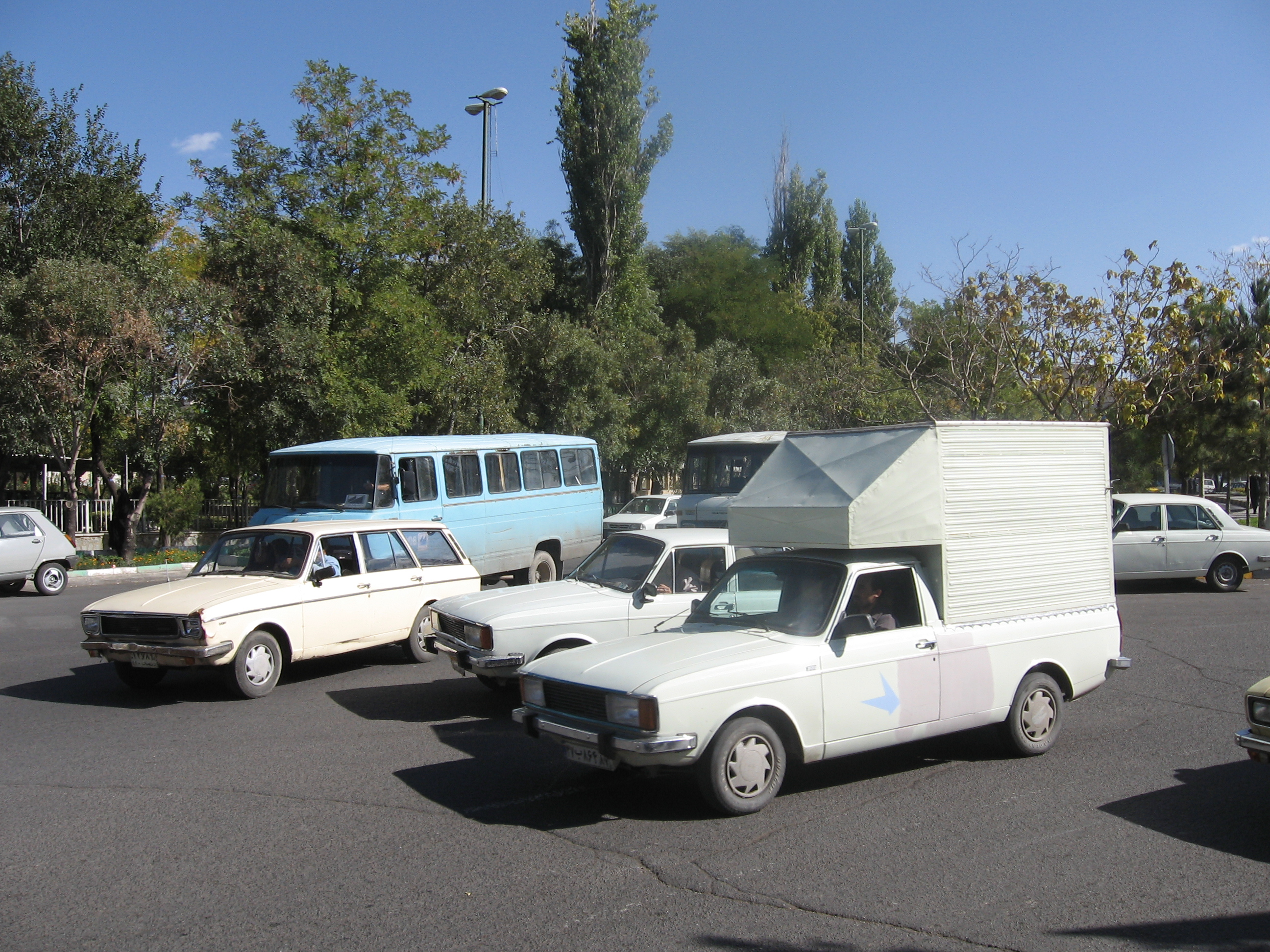
Paykan с кузовом пикап для перевозки грузов в Зенджане